# A Thousand and One
A Thousand and One is een Amerikaanse dramafilm uit 2023, geschreven en geregisseerd door A.V. Rockwell en haar speelfilmdebuut.

## Verhaal
In 1994 komt Inez de la Paz vrij uit de gevangenis en keert terug naar Brooklyn waar ze de zesjarige Terry met andere kinderen uit zijn pleeggezin op straat ziet. Ze vertelt Terry dat ze zijn moeder is en ontvoert hem om samen hun identiteit en stabiliteit terug te vinden in Harlem. Ze weet een vals geboortecertificaat en socialezekerheidskaart te regelen zodat Terry school kan volgen in een snel veranderend New York. Ze ontmoet haar ex-vriend Lucky met wie ze uiteindelijk ook trouwt. In 2005 is Lucky stervende aan kanker in het ziekenhuis terwijl Terry zich voorbereidt op de universiteit en hun nieuwe huisbaas hen uit het appartement probeert te verdrijven. Als zijn begeleidingsadviseur om zijn geboorteakte en socialezekerheidskaart voor een baan vraagt, geeft Terry haar zijn vervalste zonder het Inez te vertellen. Wanneer de documenten ongeldig blijken te zijn, onthult een onwillige Terry het bedrog, waarna de raadsman de sociale dienst belt. Terry waarschuwt Inez, die vlucht voordat de sociale dienst arriveert en aan Terry onthult dat ze helemaal niet zijn biologische moeder is.

## Rolverdeling
| Acteur                 | Personage                |
| ---------------------- | ------------------------ |
| Teyana Taylor          | Inez de la Paz           |
| Aaron Kingsley Adetola | de zesjarige Terry       |
| Aven Courtney          | de dertienjarige Tery    |
| Josiah Cross           | de zeventienjarige Terry |
| Will Catlett           | Lucky                    |
| Terri Abney            | Kim Jones                |

## Productie
In december 2020 werd aangekondigd dat A.V. Rockwell haar eerste speelfilm zou schrijven en regisseren, waarbij Lena Waithe als producer zou dienen onder de vlag van Hillman Grad Productions, met Focus Features als distributeur. In juli 2021 voegde Teyana Taylor zich bij de cast van de film.

## Release en ontvangst
A Thousand and One ging op 22 januari 2023 in première op het Sundance Film Festival in de U.S. Dramatic Competition en won de Grand Jury Prize Dramatic. De film kreeg overwegend positieve kritieken van de filmcritici, met een score van 97% op Rotten Tomatoes, gebaseerd op 124 beoordelingen.

## Prijzen en nominaties
De belangrijkste:
| Jaar | Prijs                          | Categorie                    | Genomineerde(n)              | Uitslag     |
| ---- | ------------------------------ | ---------------------------- | ---------------------------- | ----------- |
| 2024 | Film Independent Spirit Awards | Beste debuutfilm             | Beste debuutfilm             | Gewonnen    |
| 2024 | Film Independent Spirit Awards | Beste hoofdrol               | Teyana Taylor                | Genomineerd |
| 2024 | Black Reel Awards              | Outstanding Independent Film | Outstanding Independent Film | Gewonnen    |
| 2023 | Sundance Film Festival         | Grand Jury Prize Dramatic    | Grand Jury Prize Dramatic    | Gewonnen    |